# Ministerio del Interior (Reino Unido)
El Home Office, también, y oficialmente, conocido como el Home Department, es el ministerio del interior del Reino Unido. 
Al ministerio le corresponde los asuntos de inmigración, seguridad ciudadana, seguridad nacional, incluyendo el Security Service (MI5). Hasta la creación del Ministerio de Justicia en 2007, el Home Office también se encargaba del sistema penitenciario británico. 
Su titular es el Secretario de Estado del Ministerio de Interior (en inglés, Secretary of State for the Home Department), más conocido como el Home Secretary. Desde el 13 de noviembre de 2023, su titular es James Cleverly.

## Organización
El Home Office está dirigido por el Secretario de Estado del Ministerio del Interior, un ministro del Gabinete, respaldado por el alto funcionario del departamento, es decir, el Secretario Permanente.
Desde octubre de 2014, el Home Office está estructurado de la siguiente forma:

### Departamentos del gobierno no ministeriales
- Agencia Nacional del Crimen

### Inspectorado/Responsabilidad
- Cuerpo de Inspectores de Su Majestad de Policía y de Servicios de Fuegos y Rescates
- Líder-Inspector independiente de Fronteras e Inmigración
- Comisión Independiente de Denuncias Policiales y otros cuerpos de vigilancia
- Comité selecto de Asuntos de Interior
- Líder-Inspector de Su Majestad de Servicios de Fuegos

### Unidades
- Fuerzas Fronterizas
- Oficina de Pasaportes de Su Majestad
- Servicio de Inmigración
- Servicios Corporativos
- Visados e Inmigración del Reino Unido
- Servicios Policiales (Inglaterra y Gales)
- Servicios de Fuegos y Rescates (Inglaterra)
- Oficina de Seguridad y Antiterrorismo

### Cuerpos públicos no departamentales
- Consejo consultivo sobre el uso incorrecto de Drogas
- Comité de los animales en la ciencia
- Servicio de divulgación y exclusión
- Autoridad para la concesión de licencias a reclutadores
- Comisión Independiente de Denuncias Policiales
- Tribunal para la Investigación de los Poderes
- Comité consultivo de Migraciones
- Grupo de Ética de la base de datos nacional de ADN
- Oficina de Comisarios de Vigilancia
- Oficina del comisionado de Servicios de Inmigración
- Gabinete de asesores de Policía para Inglaterra y Gales
- Tribunal de Apelaciones de Disciplina de Policía
- Cuerpo de revisión de la remuneración de la Policía
- Autoridad de Seguridad de la Industria
- Gabinete de asesores técnicos

### Operaciones
En octubre de 2012, un gran número de funciones de la Agencia de Mejora de la Policía Nacional se transfirieron al Home Office debido a la futura abolición de esta Agencia.
Estas funciones fueron:
- Uso del sistema de comunicaciones de ondas de radio por parte de las Fuerzas Policiales
- La base de datos nacional de la Policía
- La base de datos nacional de ADN
- Poderes legislativos con relación a la profesión de policías
- Política forense
- El Centro de Adquisiciones Nacionales de Tecnologías de la Información

## Funciones
El Departamento definió sus objetivos para este Parlamento en sus Plan de Negocio, el cual se publicó en mayo de 2011 sustituyendo así su Plan de Reforma Estructural.

## Ubicación

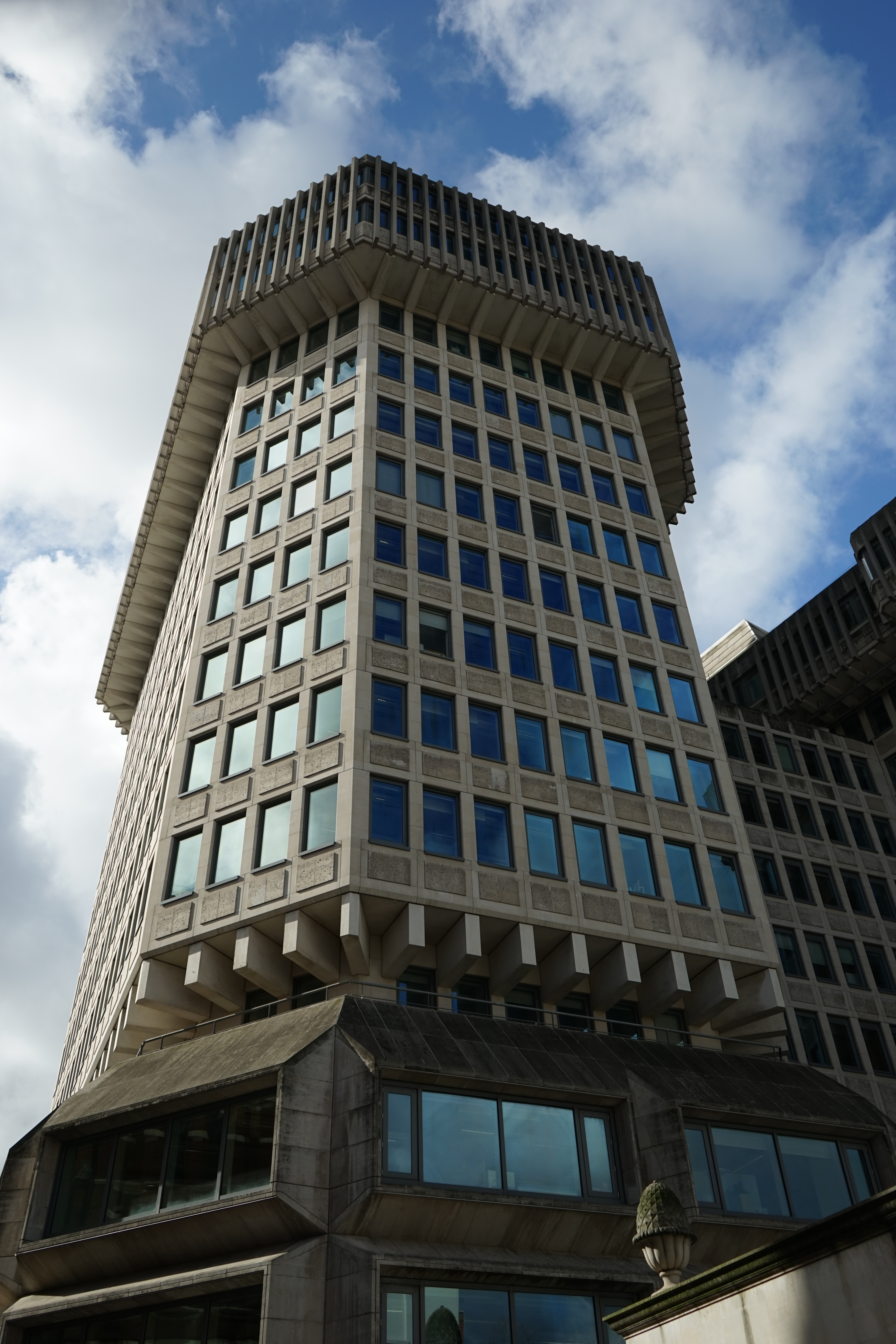
La anterior sede del Ministerio en 50 Queen Anne's Gate, Londres.

Hasta 1978, el Home Office tenía sus oficinas en el Edificio Principal del Ministerio de Relaciones Exteriores y de la Mancomunidad de Naciones en Whitehall. De 1978 a 2004, el Home Office se ubicó en 50 Queen Anne's Gate (Actualmente conocido como 102 Petty France), un bloque de oficinas situado en Westminster, cerca de la estación de metro de St. James's Park. Sin embargo, algunas funciones se delegaron en otras oficinas situadas en diferentes partes de Londres y del país, principalmente en el Directorio de Inmigración y Nacionalidad en Croydon.
En 2005, el Home Office se trasladó a un nuevo edificio diseñado por el arquitecto Terry Farrell situado en el número 2 de Marsham Street, Westminster, SW1P 4DF. Anteriormente, allí se situaban las Torres Marsham (sede del Ministerio de Medio Ambiente).